# Dipha aphidivora
Dipha aphidivora är en fjärilsart som beskrevs av Edward Meyrick 1934. Dipha aphidivora ingår i släktet Dipha och familjen mott. Inga underarter finns listade i Catalogue of Life.